# Upplands runinskrifter 337
Upplands runinskrifter 337, även kallad Granbyhällen, är en runhäll i Granby, Orkesta socken i Vallentuna kommun. 
Granby har av arkeologiska fynd att döma varit en vikingatida stormannagård och i byn har tidigare stått fyra nu flyttade runstenar. Varhelst arkeologerna satte spaden i jorden hittades fynd från vikingatiden, däribland mynt från England och Tyskland, ett skärpspänne och inte minst mängder med husgrunder inklusive en platå efter en större byggnad av samma slag som man tidigare funnit i Fornsigtuna.

## Runhällen
Granbyhällens ristning är från 1000-talet efter Kristi födelse och textens budskap är ett arvsdokument. Den är till ytan störst i landet och täcker cirka tio kvadratmeter av den släta gråstenshällens yta. Inskriften är också med sina nästan 200 runor den näst längsta i Uppland efter U 29. Fem till sju runor har dock gått förlorade i en skada nära rundjurets framfot. 
Uttrycket "han ägde ensam allt först" betyder troligen att gården, som varit faderns odal och ättejord, blivit delad mellan sönerna. Kalv och Ragnfrid nämns även på andra runstenar i Granbytrakten. Ristaren Visäte var verksam kring 1000-talets mitt. Den översatta inskriften följer nedan:

## Inskriften
Translitterering av runraden:
+ hemik + uk + sialfi + uk + iohan + þeiʀ + lata hakua + eftʀ + faþur sin + finuiþ + uk + uarkas × uk × rahnfriþ + uk moþur sina + uk + at + ikikerþi + uk + at + kalf + uk + kiarþar + u- ...-at + (h)an ati ' ein × alt fyrst × þat × uaru × freantr þeia + koþ : hialbi + ant þaira + uiseti + risti × runa þisa
Normalisering till runsvenska:
Hæmingʀ ok Sialfi ok Iohan þæiʀ lata haggva æftiʀ faður sinn Finnvið, ok Vargas(?)/Varghôss(?) ok ʀagnfriðr, ok moður sina, ok at Ingigærði ok at Kalf ok Gærðar o[k] ...-at. Hann atti æinn allt fyrst. Þat vaʀu frændr þæiʀa. Guð hialpi and þæiʀa. Viseti risti runaʀ þessaʀ.
Översättning till nusvenska:
Häming och Själve och Johan de hugga efter sin fader Finnvid, och Vargas och Ragnfrid, och [efter] sin moder, och efter Ingegärd och efter Kalv och Gärdar och ... Han ägde ensam allt först. Det var deras fränder. Gud hjälpe deras ande. Visäte ristade dessa runor.

## Bildgalleri

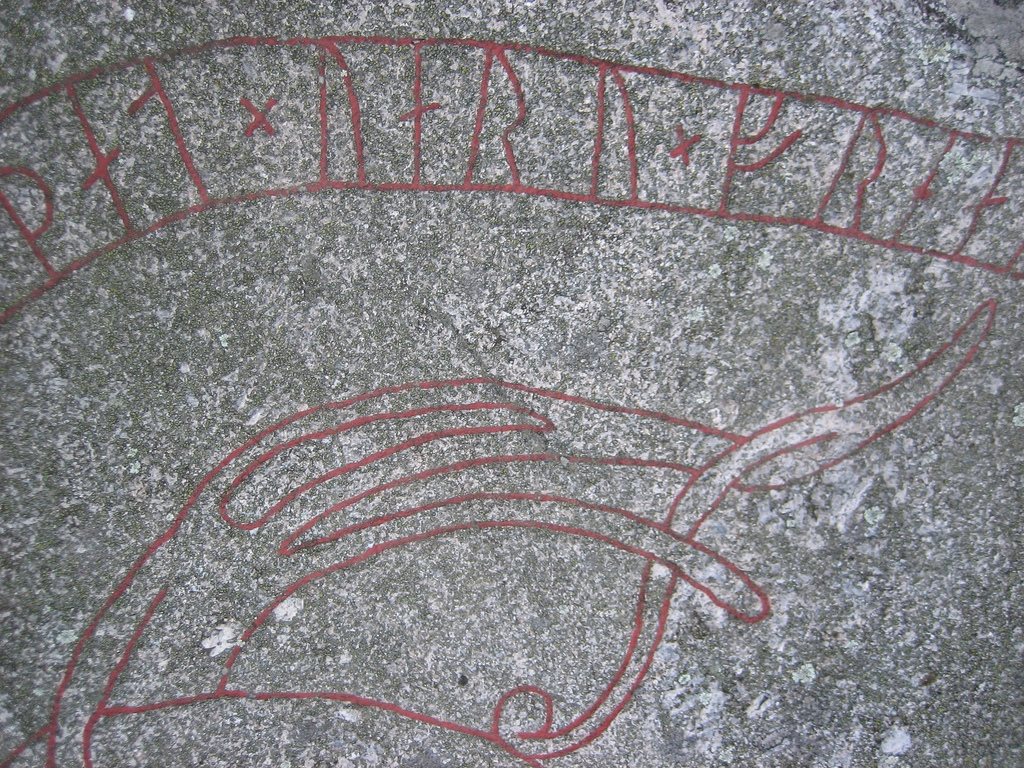
Detalj av runinskriften och den profilerade drakens nos

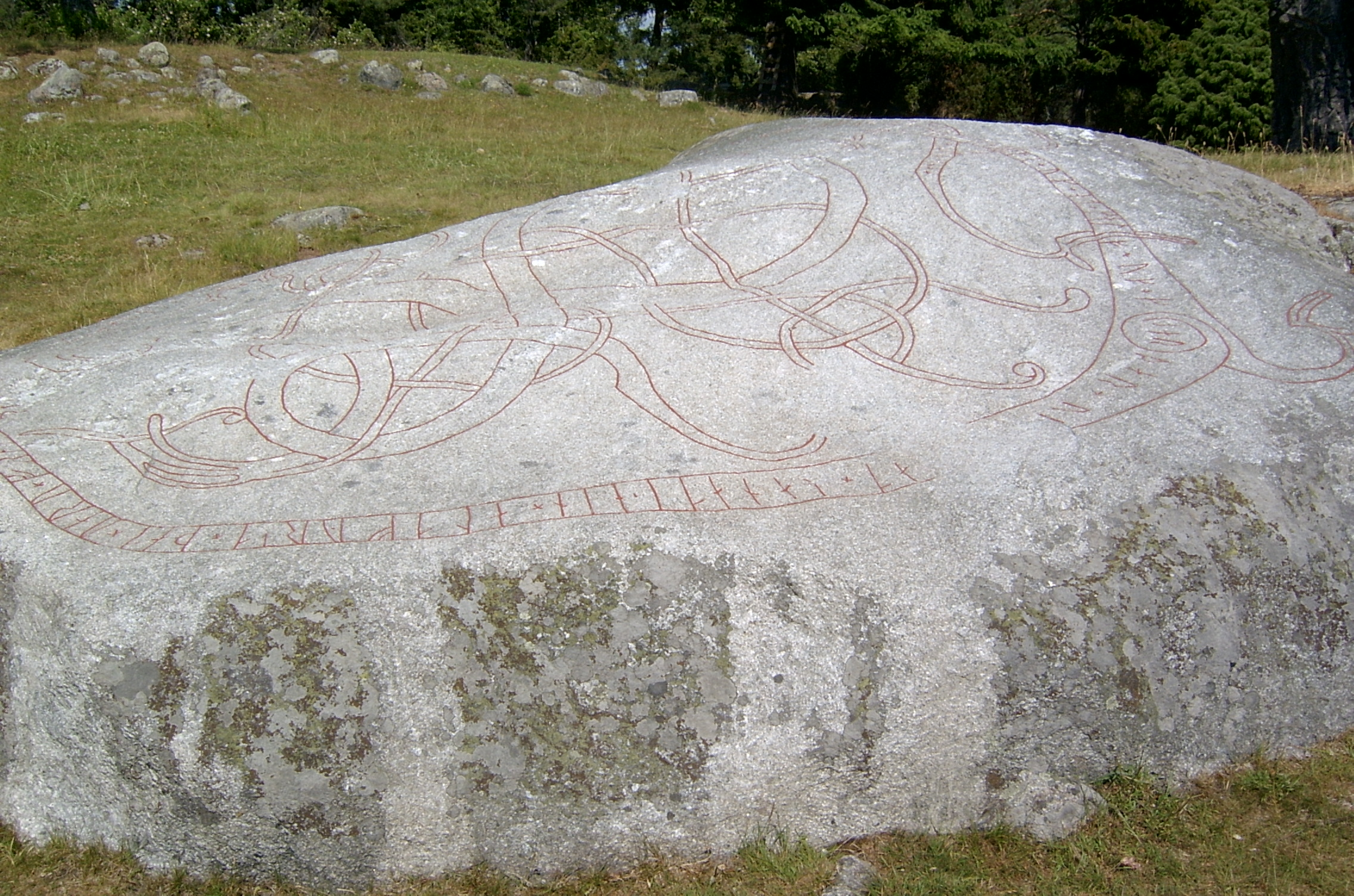
Orkesta 44:1 (U 337).
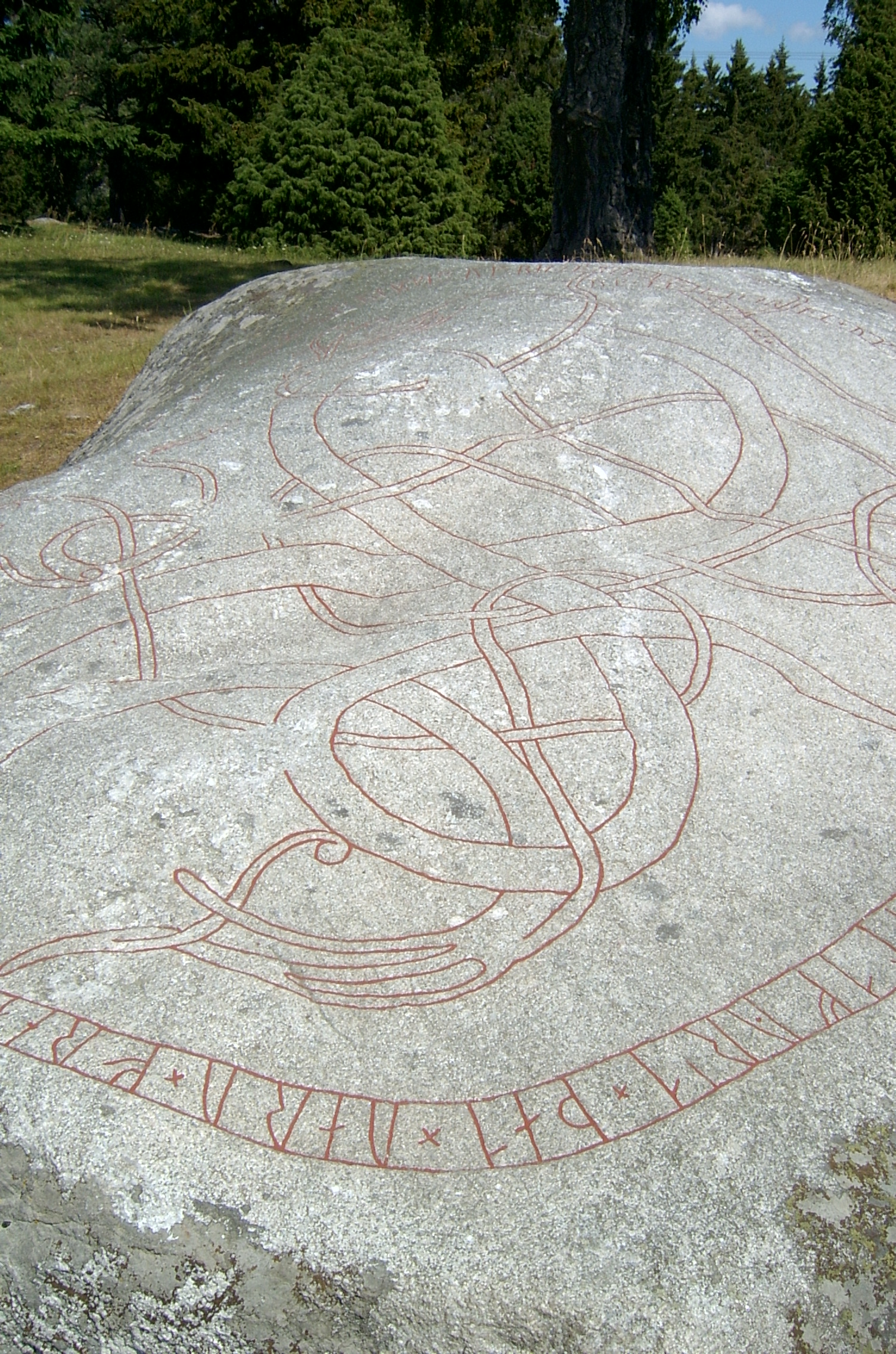
Orkesta 44:1 (U 337).
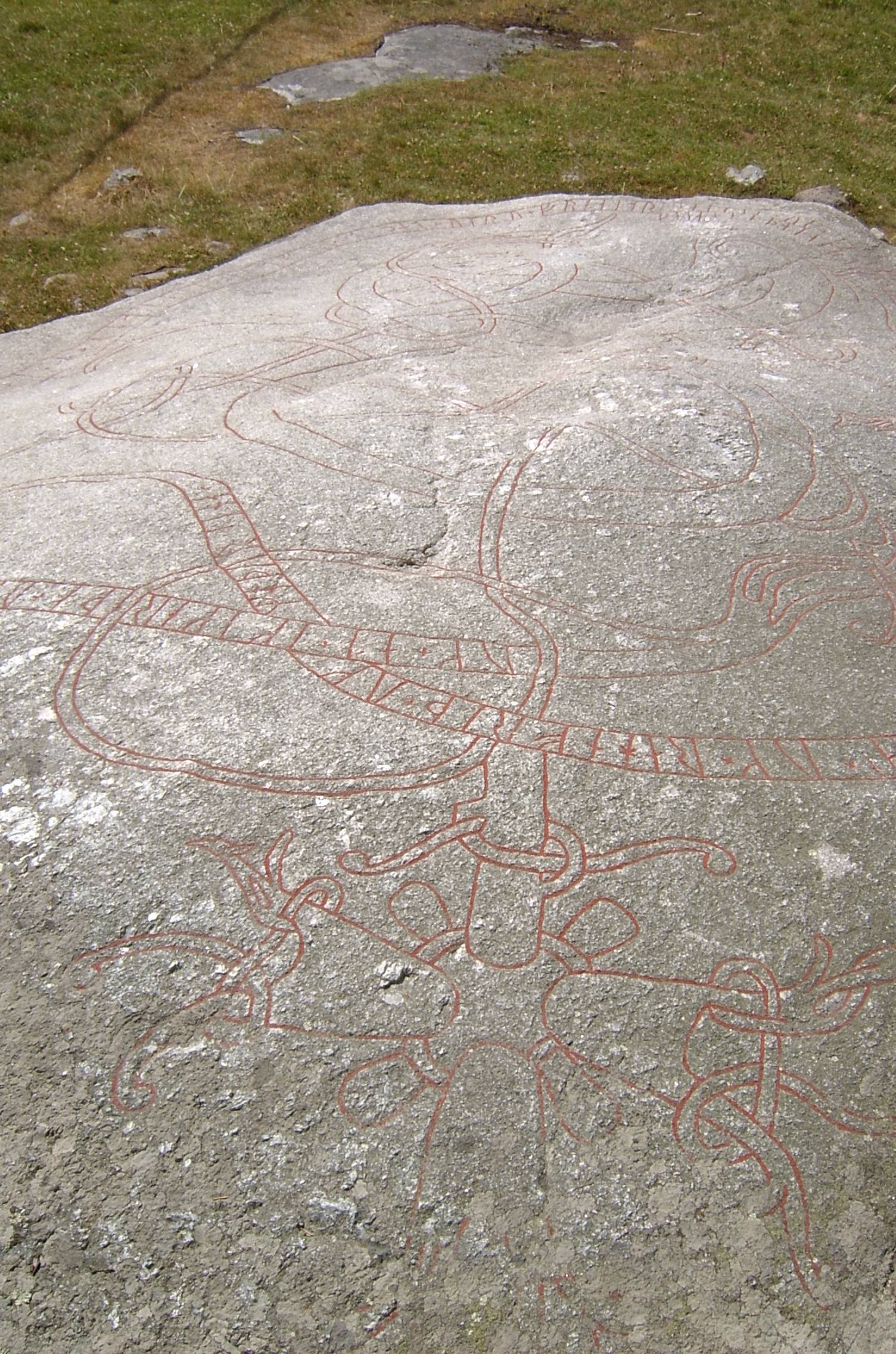
Orkesta 44:1 (U 337).
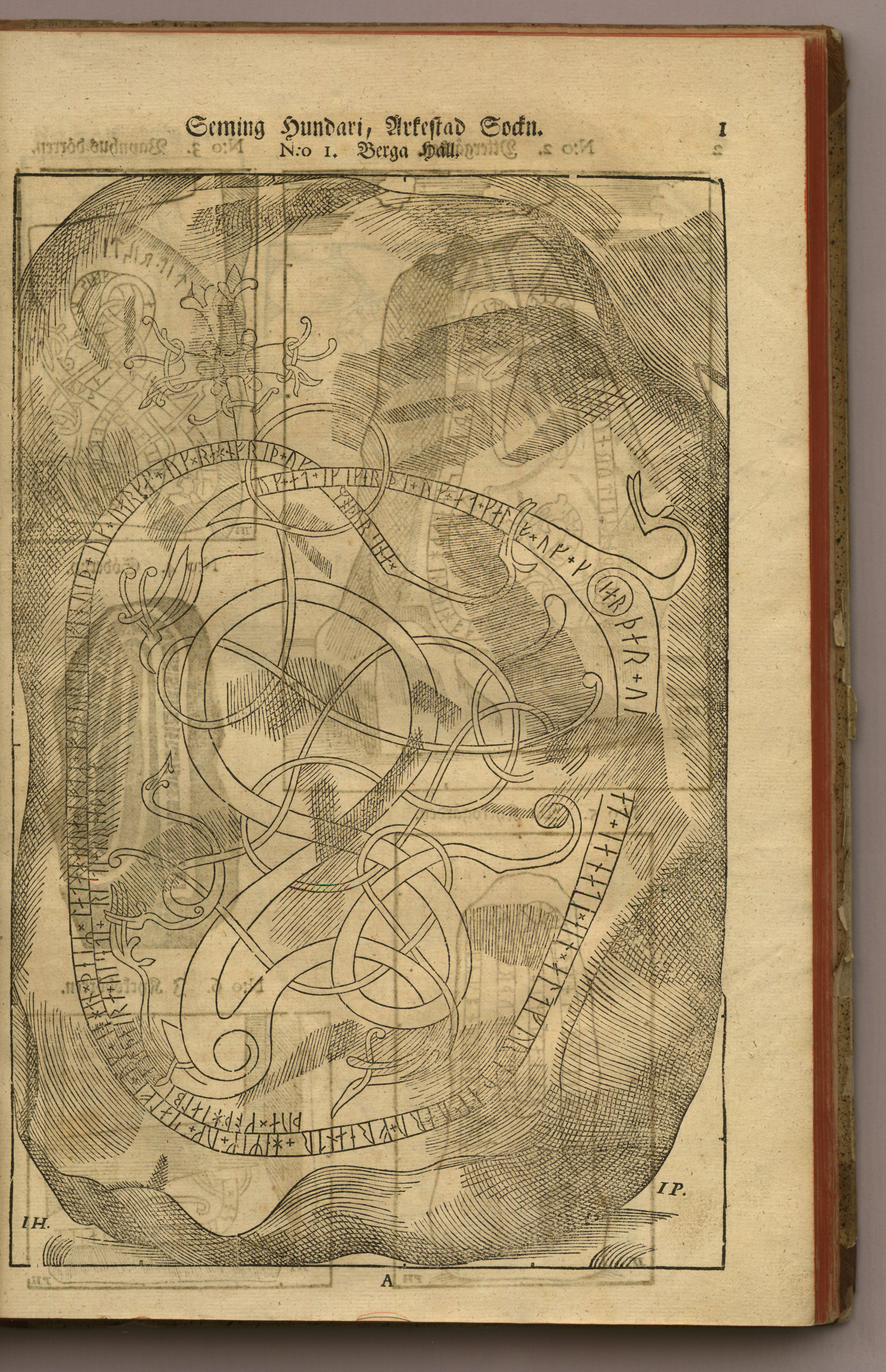
Granbyhällen avbildad i Bautil.